# Талышское ханство
Талы́шское ханство (Ленкоранское ханство, устар. Талышинское ханство; перс. خانات تالش‎, тал. Tolışə xanəti, азерб. Talış xanlığı) — историческое государство, существовавшее с середины XVIII по начало XIX века на юго-западном побережье Каспийского моря, в пределах юго-восточной части современного Азербайджана и восточной оконечности северо-западного Ирана. Столица ханства — город Ленкорань.

## Территория и занятость населения
Талышское ханство образовалось в середине XVIII века. Согласно статистического описания Закавказского края от 1835 года ханство делится рекой Балгару на две почти равные части: северную и южную. Северная часть — это Муганская степь на которой пасут стада зимой, много змей и мало воды в виду чего нет постоянных жилищ, а только зимники. Южная часть постоянно обитаема и делится на 8 магалов. Талышское ханство граничило к северу с Ширванским ханством по реке Кура, на востоке с Каспийским морем, к югу с Персией по реке Астара, к западу с Карабахским ханством и Персией.
Центром ханства была в начале Астара, а впоследствии город Ленкорань. Население занималось земледелием (в особенности выращиванием риса) и скотоводством. Сильно были развиты также рыболовство и пчеловодство.

## История

### Происхождение ханского дома
По сообщению Мирзы Ахмед Мирзы Худаверди оглы род талышских ханов происходил из селения Хир Халхалского магала Ардебиля. Выходец из этой семьи, вследствие тяжёлого материального положения, покинул прежнее место и направился через Талышскую область в Ширван. По преданию он, заночевав в Талыше, увидел сон, в котором ему сообщалось, что его потомки станут правителями этого региона. Поверив в этот сон, он обосновался в селении Хархатан. Его сын, Сеид Аббас, стал основателем династии владетельных ханов. Автор XIX века Сеид Али Казым-бек оглы, опираясь на фирман персидского шаха Аббаса II от 1654 года, называет Сеид Аббаса 28-м потомком мученика (шахида) Зейда, сына четвёртого шиитского имама — Саджада. Ряд вождей Талыша были среди ранних сторонников Сефевидов и были назначены правителями Астары. Позже власть перешла к племени кандарли.
В правление Надира Талыш на протяжении примерно двадцати лет был под властью местного вождя по имени Мир Аббас-бек. Проживая в селе Хархатан, он сблизился с местными феодальными фамилиями. Сеид Аббас женился на Аху-ханым, сестре владельца это селения Асад-бека Гусейн-бек оглы Борадигяхского. В этом браке у него родился сын-наследник Сеид Джамаледдин-бек, которого в 1736 году он отправил на службу к Надир-шаху, где тот вскоре получил титул юзбаши. Имя «Гара-хан/Сийоли-хан» было дано Сеиду Джамаледдину из-за его обязанности управлять большой территорией. «Гара-хан» означает «Чёрный хан», из-за его смуглого цвета кожи. Согласно некоторым описаниям, его также именовали Мирза-бек. Гара-хан вёл свое происхождение из семейства тюркоязычных сейидов, переселившихся из Хайра в окрестностях Xалxала в область Астары во время развала Сефевидской империи, во время миграции к Каспийскому побережью, последовавшей после вторжения афганцев и голода в 1722 году. Здесь, согласно их собственным преданиям, видение наставило сыновей Сейида Мир Аги Аскероглу поселиться в окрестностях Вилледе, обосновавшись в округе Улуф, чуть севернее сегодняшней границы между Ираном и Азербайджаном, вместо продолжения пути в Ширван. В этом видении голос призвал: «О высокородный сейид! Не покидай этого места, твои потомки станут xакимами Талыша». Область обладала долгой историей автономии — каждый из катxод двенадцати селений «считал себя равным падишаху». Когда предыдущий губернатор Астары, Муса-хан Астараи, утративший доверие Надир шаха за свои связи с Россией и неспособность завоевать расположение катxод, был снят с должности, шах назначил вместо него Ибрагим-хана Ширази. Это назначение предоставило возможность Мир Аббасу, молодому главе сейидского семейства, интегрироваться в правящую элиту области путем выдачи замуж своей сестры за губернатора. Согласно Мирза Ахмеду, писавшему во времена Насреддин шаха со слов своего отца и деда, этот союз был предложен старейшинами (риш-сефид) области. Будучи обеспокоены невнимательным управлением Ибрагима и его пристрастием к пьянству, они посоветовали ему жениться, стать «повелителем палатки» в Талыше; он решил жениться на младшей сестре Мир Аббаса. Начиная с этого момента и до 1747 года Мир Аббас приобретал всё бо́льшую и бо́льшую власть, полностью вытеснив Ибрагим-хана и выражая свою поддержку и Надир шаху, и России. Мир Аббас сотрудничал с русским командующим Матюшкиным в ходе кампании 1722 года и укреплении им ключевых позиций в Талыше в последовавшем десятилетии, снабжая русские войска; он продолжал поддерживать контакты с астраханскими властями и после этого периода. Одновременно он послал своего сына Джамаледдина служить в армию Надира, где тот принял участие в дагестанской кампании 1742 года и в 1744 году подавил восстание в Южном Талыше. За эту службу в 1743 году шах пожаловал ему ханский титул и округ Улуф во владение (тиюль).
В эпоху Зендов Сеид Джамаледдин, подобно многим другим местным племенным вождям, был взят в качестве заложника в Шираз, и управлением над областью на короткое время завладел некий Зохраб-бек из племени кандарли. Его дружба с правителем Гиляна Хидаятулла-ханом, врагом Карим-хана Зенда, привела к его падению. Карим-хан послал Сеид Джамаледдина обратно в Талыш и пожаловал ему ханский титул. Сеиду Джамаледдин вскоре расширил свое владение и оно вновь стало включать в себя Астару.

### Сеид-Аббас Ардебильский

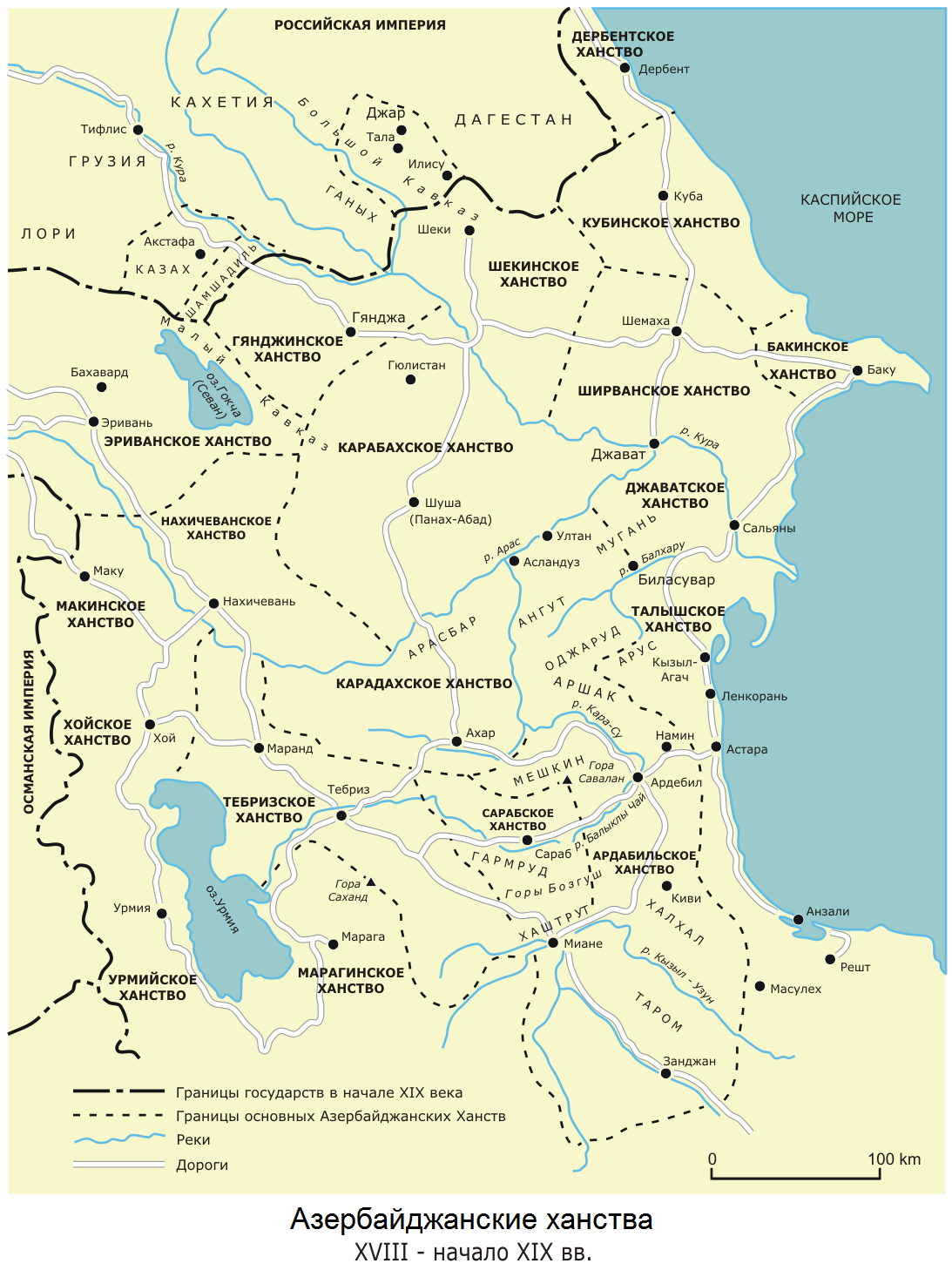
Азербайджанские ханства, XVIII — начало XIX вв.

Правитель Ирана Надир-шах в 1732 году получив обратно Талыш от Российской империи по Рештскому договору, уже в 1736 г. обвинил в прорусской ориентации местного талышского правителя Муса-хана. Последний отказался от власти и удалился из Ленкорани, а в 1736 г. Надир-шах признал владетелем Талыша Сеид Аббаса, представителя боковой ветви свергнутых им Сефевидов. По фирману Надир-шаха он был объявлен ханом Талыша и беглярбеком (наместником) этой иранской области. Именно с Сеид Аббаса принято в историографии указывать талышских ханов, а 1736 год, год начала его правления считается датой образования Талышского ханства.

### Сеид-Джамаледдин-хан
После смерти Сеид Аббаса в 1747 году Сеид Джамаледдин был провозглашен вторым талышским ханом по праву наследования, поскольку Талыш по фирману Надир-шаха от 1736 г. был наследственно закреплен за его родом. Вскоре в результате заговора, в том же 1747 году был убит всесильный Надир-шах. Созданная Надиром империя быстро распалась после его смерти. Подобно другим правителям Южного Кавказа, Джамаледдин укрепился в качестве полунезависимого правителя и перенёс столицу из Астары в Ленкорань. Это был явно демонстративный шаг, вызванный не столько экономическими или политическими причинами, сколько желанием подчеркнуть свою независимость. Он предпринял ряд мер по укреплению экономической и политической мощи Талышского ханства, создал постоянное войско, занимался конфискацией земельных участок у лиц, не принадлежащих к ханскому сословию. Для защиты от Ирана в центре ханства — Ленкорани — был произведен ряд изменений как в социально-экономической, так и культурной жизни ханства. На фоне охвативших Иран хаоса и соперничества Джамаледдин-хан попытался укрепить свои позиции путем сближения с русскими. Он установил контакты с русскими консулами в Энзели, сперва с Петром Чекалевским, а затем и с Ильёй Игумновым. Джамаледдин поддерживал контакт с русскими властями Астрахани и написал письмо русской императрице Екатерине II, в котором выражал свою преданность России и даже предлагал разместить русские войска на своей территории. Один из талышскиx вельмож, Зоxраб-бек, довёл это до сведения Керим-хана Зенда, зендского правителя Ирана. По приказу Керим-хана Джамаледдин был схвачен и помещен под стражу в Ширазе, столице Зендов. Однако, когда Керим-хан узнал, что Зоxраб-бек сблизился с Xидаятулла-ханом Фумьяни, правителем Гиляна и соперником Зендов, он сменил свою политику по отношению к Джамаледдину, назначив того губернатором Талыша. Джамаледдин разбил войско Зоxраб-бека и завладел Улуфом и Даштвандом. После этого Джамаледдин обратил свой взор на Астару. Джамаледдин схватил и убил её правителя, Шуджааддина, но Керим-хан не дал ему возможности чрезмерно укрепиться и передал Астару, которая стала столицей сыну Шуджааддина. Однако вскоре Джамаледдин сумел подчинить различные округа Талыша и распространить свою власть на бо́льшую часть области. На этом этапе главной угрозой власти Джамаледдина стал Xидаятулла-хан. После примирения с Керим-ханом в 1767 году Xидаятулла-хан был назначен правителем Гиляна. В 1768 году войска Xидаятуллы вторглись в Талыш. Джамаледдин и его союзники не сумели отразить вторжение армии гилянского хана. Джамаледдин был помещён под стражу в Реште. Проведя в заключении четыре года, он сумел бежать и возвратился в Талыш. В последовавшие после смерти Керим-хана бурные годы Джамаледдин получил шанс отомстить за свое унижение. В 1779 году он и Назарали-хан Шаxсеван, заклятый враг Xидаятуллы-хана, вторглись в Гилян и опустошили Решт. Xидаятулла хан обратился к Алимурад-хану Зенду, который послал в Гилян войско. Однако ко времени прибытия зендского войска в Гилян Джамаледдин хан и Назарали-хан уже покинули область.
В этот период главную роль на Южном Кавказе играл самый могущественный из кавказских ханов — Фатали-хан Кубинский. Он уничтожил ряд ханов и собрал под своей властью земли от Дербента до Сальяна и активно вмешивался в дела других ханств. В 1781 году он оказал помощь Xидаятулла-хану против Каджаров, пытавшихся закрепиться в Гиляне. В 1784 году Фатали-хан напал на Назарали-хана и завоевал Ардебиль. На пути домой кубинский хан вторгся в Талышское ханство и захватил его столицу, Ленкорань. Таким образом, Талыш был поставлен в зависимость от Фатали-хана. Джамаледдин был схвачен и отослан в Баку под присмотр его правителя, являвшегося родственником и союзником Фатали-хана. Однако в результате принуждения Россией Фатали-хан освободил талышского хана.

### Мир Мустафа-хан
В 1786 году Джамаледдин скончался и ему унаследовал его сын Мир Мустафа-хан. Мир Мустафа-хан воспользовался смертью в 1789 году кубинского хана Фатали-хана и снова объявил о полной независимости Талышского ханства. Однако теперь появилась новая угроза. Правление Мир Мустафы-хана совпало с началом попыток Каджаров восстановить империю под своим собственным правлением. После смерти Керим-хана в 1779 году, Ага Мухаммед-хан бежал из Шираза, где он удерживался в качестве заложника, укрепился в Мазендеране и открыто бросил вызов Зендам. Так началась новая волна внутренней борьбы в Иране. В 1795 году Ага Мухаммед-хан отправил послов к главнокомандующему русскими войсками на Кавказе Ивану Гудовичу. Послы, заявив, что они прибыли от шаха, представили свои верительные грамоты от шахского визиря. Гудович ответил, что русское правительство не признаёт никого в качестве шаха. Ответ Гудовича задел Ага Мухаммед-хана. Он отправил кавказским правителям письма с требованием признать его правление и послать заложников в Тегеран. Планы Ага Мухаммед-хана совпадали с планами Шейхали-хана Губинского, которому была обещана должность наиба (заместителя правителя) Ширвана. Желая доказать серьёзность своих намерений, Ага Мухаммед-хан вторгся в Талыш по земле и с моря, но морская атака была отражена размещённым на острове Сары русским флотом, и каджарским войскам пришлось отступить в Гилян. В ответ на каджарскую угрозу, согласно Мирза Джамалу Джеванширу: «вали Тифлиса, благородный Ираклий-хан; губернатор Эривана, Мухаммед-хан; и губернатор Талыша, Мир Мустафа-хан, поклялись покойному Ибрагим-хану не признавать господство Ага Мухаммед-шаха, а оставаться едиными и помогать друг другу». Мир Мустафа-хан имел все причины опасаться наступления Ага Мухаммед-хана на Закавказье. В период хаоса в Иране талышский хан проявил себя врагом Ага Мухаммед-хана. Мир Мустафа-хан оказал поддержку мятежному сводному брату Ага Мухаммед-хана, Муртазагулу-хану Каджару, пытавшемуся при помощи русских завладеть Гиляном. В ряде случаев Мир Мустафа-хан сражался на стороне Муртазагулу-хана против Ага Мухаммед-хана. В одном из таких случаев, в 1790 году, объединённое войско Мир Мустафы-хана и Муртазагулу-хана взяли Решт. Год спустя Ага Мухаммед-хан вторгся в Талыш. Его войска возвратились с богатой добычей, но не сумели подчинить Талыш власти Ага Мухаммед-хана. Однако Муртазагулу-хан сдался и бежал в Россию, где скончался в 1798 году. Мир Мустафа-хан лишился своего главного союзника. В ходе столкновений с Ага Мухаммед-ханом он также потерял многих других союзников, включая двоих собственных братьев — Мир Ису-хана и Мир Гасым-хана — которые удерживались в качестве залога хорошего поведения и были казнены Ага Мухаммед-ханом. 

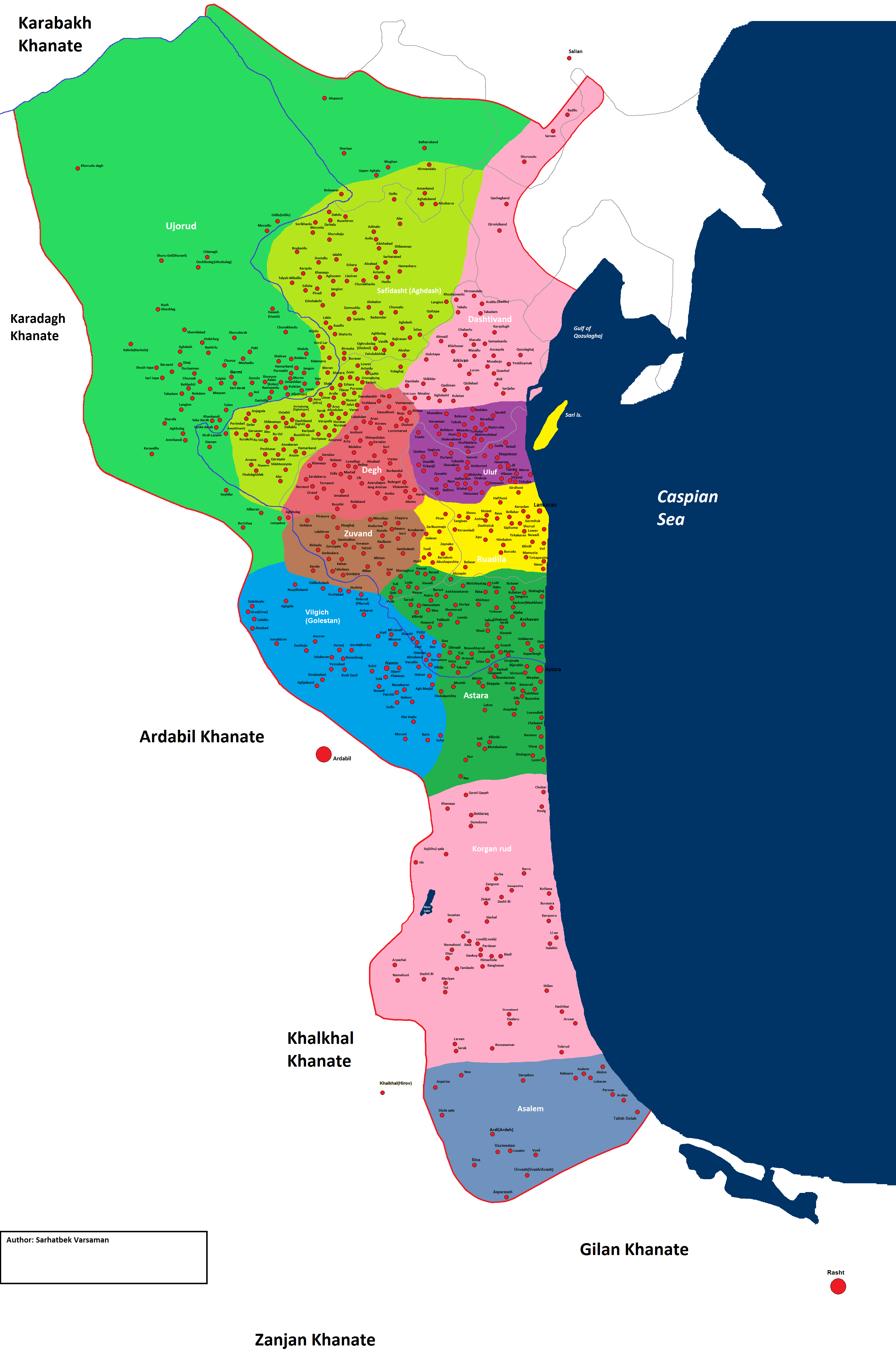
Талышское ханство (2-я половина XVIII века)

Оказавшись без союзников или могущественных покровителей, Мир Мустафа-хан попытался защитить себя от гнева Ага Мухаммед-хана путём укрепления связей с русскими. В марте 1795 года Мир Мустафа-хан послал Асадуллу Кербелаи в Санкт-Петербург в качестве главы делегации с письмом Екатерине Великой. В письме Мир Мустафа хан говорил о хороших отношениях между своими предками и Россией, подчёркивая, что он желает продолжать поддерживать эти отношения. Екатерина пожаловала ему чин полковника и послала ему подарки и военную униформу. Взамен на русскую дружбу Мир Мустафа обязался покрывать все расходы русской армии в Талыше и обеспечивать их провизией. В мае 1795 года, вероятно, с целью подготовки совместных военных действий с русскими, Мир Мустафа-хан отправил своих послов Заман-бека и Асадулла-бека Кербелаи в Георгиевск, ставку Гудовича. Однако русские действовали медленно. Только в начале сентября 1795 года Гудович получил инструкции Екатерины оказать военную помощь Ираклию. Помимо этого, она предложила признать Ага Мухаммед-хана шахом Ирана взамен на его отказ от каких-либо прав на Южный Кавказ. Но было слишком поздно. Летом 1795 года армии Ага Мухаммед-хана вторглись в Закавказье. В результате медлительности Санкт-Петербурга ни хан, ни даже христианский царь Картлии и Кахетии не получили от русских какой-либо помощи и остались наедине с каджарскими армиями. В сентябре 1795 года большая каджарская армия, усиленная контингентами от Джавад-хана Гянджинского и Мухаммед-хана Эриванского, вторглась в царство Ираклия. В Крцанисской битве грузины были полностью уничтожены. 11 сентября Ага Мухаммед-хан захватил и разрушил столицу Ираклия, Тифлис.
Весть об опустошении Тифлиса породила крайний испуг на Кавказе. Для Ага Мухаммед-хана завоевание Тифлиса и ханств символизировало окончание его усилий по восстановлению империи, поскольку он принял имперский титул шаханшах (царь царей) только после подчинения Закавказья. Однако русские не были готовы смириться с утратой только что приобретённого влияния на Южном Кавказе. В ноябре 1795 года Екатерина II приказала Гудовичу оказать Ираклию военную помощь. В то же самое время Гудовичу было приказано приготовиться весной 1796 года к большому карательному походу. Командование экспедиционным корпусом было поручено графу Валериану Зубову. В мае 1796 года русская армия под командованием Зубова начала поход к западному берегу Каспия. 14 мая она осадила Дербент, а 21 мая город пал, и его правитель, Шейхали-хан, был схвачен, но позднее сумел бежать и возбуждать против русских кавказских горцев. Весть о падении Дербента быстро распространилась по всему Кавказу и многие из местных правителей поспешили в русский лагерь с выражениями своей лояльности императрице Екатерине. Однако некоторые из них, например, Селим-хан Шекинский и Мустафа-хан Ширванский, вели двуличную политику и предали русских при первой же возможности. 26 июня 1796 года войска Сергея Булгакова взяли Губу, в то время как Гавриил Рахманов вошёл в Баку. Подобно другим южнокавказским правителям, талышский хан также не был безучастным наблюдателем. Он придерживался пророссийкой ориентации и в конце июля 1796 года отправил гонца с письмом Зубову, разбившего лагерь в окрестностях Баку. Мир Мустафа-хан сообщал, что ходят слухи о подготовке Ага Мухаммед-хана к новому вторжению в Талыш, и просил Зубова послать в Талыш часть его армии. Зубов приказал командующему русским каспийским флотом контр-адмиралу Николай Фёдорову оказать помощь Мир Мустафе-хану. Русский флот установил контроль над западным берегом Каспия, в то время как сухопутные войска, состоявшие главным образом из черноморских казаков, разбили лагерь в окрестностях Ленкорани.

Политическая карта восточной части Южного Кавказа 1795—1801 гг.

К концу 1796 года войска Александра Римского-Корсакова достигли Гянджи. Тем временем главное русское войско вторглось в Джавадское ханство у слияния рек Кура и Аракс. Граф Зубов решил построить здесь укреплённый городок. За относительное короткое время Россия сумела покорить бо̀льшую часть Южного Кавказа и контролировала побережье Каспия от устья реки Терек до устья реки Кура. Казачья кавалерия Матвея Платова перешла реку Кура и совершала набеги вплоть до Гиляна. Дорога на Тегеран была открыта. Но 17 ноября 1796 Екатерина II скончалась. Её сын и преемник, Павел I, приказал графу Зубову прекратить операцию против Каджаров и вернуться в Дагестан. Несмотря на это, русские намеревались сохранить своё влияние в Закавказье. Павел желал создать под русским протекторатом нечто вроде конфедерации лояльных правителей, то есть тарковского шамхала, ханов Дербента и Баку и других, чьи владения располагались на западном побережье Каспия. Когда новость об отступлении русской армии достигла, Ага Мухаммед-хан решил начать новый поход против закавказских правителей. В мае 1797 года его армия пересекла Аракс и вторглась в Карабах. Ибрагим Халил-хан бежал в Ширван. Каджарская армия захватила Шушу и приготовилась к вторжению в царство Ираклия. Он также послал 10 000 стрелков (туфангчиев) под командованием Мехдигулу Девели Каджара, Пиргулу-хана и Мухаммедали-хана Девели Каджара против войска Мир Мустафы-хана, которое было с лёгкостью разбито. Ленкорань пала, и после наказания сторонников Мир Мустафы-хана они направились в Шушу. Однако после падения Шуши Ага Мухаммед-хан был убит в своей палатке своими слугами. Его смерть привела к окончанию похода, и армия возвратилась в Тегеран. После убийства своего главного врага Мир Мустафа-хан попытался компенсировать свои потери. Он сумел установить свою власть в северном Талыше, от Сальяна до Диначала, и провозгласил свою независимость. Затем он обратил свой взор на Решт и сумел овладеть им, что вылилось в крупное ограбление и хаос, в результате чего многие бежали из своих домов. 
Племянник и преемник Ага Мухаммед-хана, Фатали-шах Каджар, продолжал политику своего предшественника на Южном Кавказе, включая Талышское ханство. Поведение Мир Мустафы-хана было неприемлемым и могло побудить других последовать его примеру. По этой причине он послал на находившегося в Реште Мир Мустафу-хана войска из Тегерана, Хамсе, Фумана, Шеффата и Гаскара. Узнав об этом, Мир Мустафа-хан бежал в Ленкорань. Растущая угроза вторжения Фатали-шаха побудила Мир Мустафу-хана, а также ряд других ханов, добиваться помощи и защиты от Российской империи. Мир Мустафа-хан отправил несколько посольств в Россию. В своих письмах к русскому правительству талышский хан писал о своей преданности русским и просил о военной помощи против возможного вторжения Фатали-шаха. В одном из этих писем он писал: «Клянусь Всемогущим и Святым Богом и Великим Пророком Мухаммедом и Священным Кораном, что я, мои потомки и мой покорный народ, желаем быть верными подданными Всероссийского Императорского Трона». В конце концов, русское правительство решило принять Талышское ханство под свой протекторат. Изданные Павлом I в феврале и марте 1800 года указы предписывали губернатору Астрахани, генералу барону Карлу Кноррингу, усилить безопасность Талышского ханства и оказать военную помощь Мир Мустафе-хану.

Мир Мустафа-хан

В целях укрепления своего положения на Кавказе Россия стремилась установить связь между своими войсками в Восточной Грузии и Астраханью. Стратегией России по достижению этой цели было установление контроля над каспийским побережьем и территориями, лежащими между Каспием и Восточной Грузией. Александр I приказал барону Кноррингу увеличить число приверженцев России среди местных правителей Кавказа. В сентябре 1802 года, по побуждению России, представители нескольких кавказских правителей собрались в Георгиевске. К концу декабря, после четырёх месяцев переговоров, было подписано коллективное соглашение между ними и представителями императора Александра I. Шейхали-хан Губинский, Мехти II Тарковский, Мир Мустафа-хан Талышинский, Рустам Кайтагский и ряд других правителей обязались, помимо прочего, вести совместные действия против Каджаров в случае вторжения на Кавказ.
С началом первой русско-иранской войны Фатали-шах стремился также заручиться поддержкой местных против России. Он даже попытался сделать своим союзником Мир Мустафу-хана посредством брачной дипломатии, выдав дочь хана за одного из сыновей шаха. Но Мир Мустафа-хан решил, что его интересам более соответствует поддержание хороших отношений с Россией, нежели с Каджарами, и по этой причине ответил отказом на предложение Фатали-шаха. Это привело к сильной вражде между ним и каджарским правителем. После овладения Грузией Россия стала ещё более склонной к завоеванию остальных каджарских владений на Кавказе. Генерал Павел Дмитриевич Цицианов, новый командующий русскими войсками на Кавказе, двинулся на Гянджу. Захватив Гянджу, Цицианов разделил свою армию в 52 000 человек на три колонны, одна из которых двинулась вдоль западного побережья Каспийского моря по направлению к слиянию рек Кура и Аракс. В марте 1804 года это войско вошло в северный Талыш, где разбило лагерь при Сальяне. Уже присягнувший русским Мир Мустафа-хан повторил эту присягу, приветствовал войско Цицианова и использовал их поддержку для укрепления своей власти в северном Талыше.
Летом 1805 года Аббас Мирза — принц-регент и губернатор Азербайджана, командовавший каджарскими войсками, сражавшимися против русских — разместил часть своих сил в защитном порядке в Ленкорани и Сальяне. Положение Мир Мустафы-хана в Ленкорани выглядело довольно хрупким, но Цицианов послал ему на помощь войско в Энзели на бортах двенадцати военных судов, укомплектованных пушками. Это принесло большое облегчение Мир Мустафе-хану, и он снабдил этот русский отряд, шедший по суше, всем необходимым, как и обещал. Русские и каджарские войска были размещены друг против друга и в Сальяне, и в Ленкорани. 11 октября 1805 года каджарские войска, совместно с партизанами из Талыша, нанесли русским войскам в Энзели тяжёлые потери, вынудив их бежать вместе со своими судами на остров Сары вблизи Ленкорани, оставив бо̀льшую часть военного снаряжения и оружия, включая четыре пушки. Гонец от командира русского отряда в Сары встретился с Мир Мустафа-ханом, после чего было решено запросить у Цицианова дополнительные подкрепления. Узнав о об этих событиях от одного из слуг Мир Мустафы-хана, Аббас Мирза отправил своего главного советника и министра (пишкара), Мирзу Ису Фарахани, для встречи с Мир Мустафа-ханом с целью переманить его на свою сторону и положить конец его сотрудничеству с русскими. Мирза Иса просил Мир Мустафу-хана не обманываться обещаниями русских, предупредив его, что если тот продолжит сотрудничать с русскими, то это станет концом ему и его семейству, будь то от рук русских или иранцев. Слова Мирзы Исы оказали желаемый эффект, и Мир Мустафа-хан решил подчиниться и попросил Мирзу Ису передать своё извинение и подчинение Аббасу Мирзе.
Резкая перемена позиции Мир Мустафа-ханом может быть объяснена не только изначальным успехом каджарских войск против русских, но также и влиянием его матери, а также дерзким отношением к нему со стороны Цицианова. С целью доказать свою искренность Мир Мустафа-хан не только прекратил снабжать размещённые на острове Сары русские войска, но также препятствовал их снабжению со стороны других. Холодная зимняя погода и недостаток в снабжении вынудили русских покинуть область. Заполучив Мир Мустафу-хана в качестве союзника, Аббас Мирза теперь мог планировать наступление далее на север, а именно — в направлении к Баку. Он сделал необходимые приготовления, включавшие укрепление фортификаций в Ленкорани и размещением в Сальяне отряда в 300 человек под командованием Мир Багир-бека, брата Мир Мустафы-хана. Изменение позиции Мир Мустафы-хана — с пророссийского на прокаджарского союзника — предоставило возможность другому местному военачальнику, Мустафе-хану Ширванскому, для дальнейшего укрепления своего положения в качестве главного пророссийского местного правителя. При помощи русских войск и предательства ряда лиц из Сальяна, недовольных Али-ханом, правителем Сальяна и другом Мир Мустафы-хана, Мустафа-хан Ширванский сумел завладеть Сальяном, взяв в плен Мир Багир-бека и войско под его командованием. Мустафа-хан Ширванский отправил письмо Мир Мустафе-хану, требуя, чтобы тот вновь сменил сторону и сдал Мугань, угрожая в противном случае казнить его брата и всё войско под его командованием. Оказавшись перед таким ультиматумом, и не рассчитывая на помощь от, занятого сражениями на севере, Аббаса Мирзы, Мир Мустафа-хан сдался и послал делегацию к Цицианову, вновь признавая свою пророссийскую ориентацию. Цицианов приветствовал это, и с целью доказать, что в интересах Мир Мустафы-хана находиться на стороне русских, поспешно приказал Мустафе-хану Ширванскому покинуть северный Талыш. Аббасу Мирзе, линии снабжения которого были скованы при таком развитии событий и при приближавшихся холодах, пришлось отступить из своей стратегической позиции при Баку. Однако русские не сумели превратить эту неудачу Каджаров в крупное преимущество, поскольку они всё ещё были вовлечены в большую войну против Франции в Европе.

Значительное изменение в регионе произошло в начале 1806 года, когда Цицианов был застрелен в ходе осады Баку людьми Хусейнгулу-хана, правителя города, который был лоялен Аббасу Мирзе. Голова Цицианова была отрезана и послана Фатали-шаху в Тегеран. После смерти Цицианова — грозного и сильного командующего русскими войсками на Кавказе — подавляющее большинство местных ханов, включая Мир Мустафу-хана, возобновило свою лояльность Каджарам. Это было ясной демонстрацией того, как лояльность местных ханов менялась в зависимости от того, кого они считали более сильной стороной. Крупное изменение произошло в июле 1807 года после подписания франко-русского Тильзитского мира. Освободившись от интенсивной войны против французов, русские теперь могли сосредоточить больше сил на кавказском фронте, включая талышский фронт. Это развитие событий стало достаточным для того, что Мир Мустафа-хан вновь стал склоняться на сторону русских. Вероятно, с целью лучше оградить себя от возможного акта мести со стороны Аббаса Мирзы, он попросил генерала Гудовича, нового командующего русскими войсками на Кавказе, разместить в Талыше своих зятьев, Назарали-хана, правителя Ардебиля, и Фараджуллу-хана Шахсевана, вождя шахсеванов, но Гудович ответил отказом и согласился лишь на их размещение в Карабахе. После повторного склонения Мустафы-хана на сторону русских, каджарский регент приказал Эмир-хану Каджару, военачальнику (сардару) Ардебиля, атаковать северный Талыш. Это развитие событий, вкупе с отказом Гудовича послать ему на помощь войска, вынудило Мир Мустафу-хана просить у Аббаса Мирзы прощения, которое было немедленно даровано. Представляется, что в то время как Мир Мустафа-хан был в курсе слабости своего положения в отношении как русских, так и каджарских войск, в создавшемся тупиковом положении обе стороны пытались перетянуть его на свою сторону для выхода из тупика. И в самом деле, после последнего уклона Мир Мустафы-хана в сторону Каджаров русские бомбардировали Ленкорань 21 марта 1809 года и двинули войска на талышский фронт. Этого оказалось достаточно для того, чтобы Мир Мустафа-хан вновь перешёл под протекцию России.

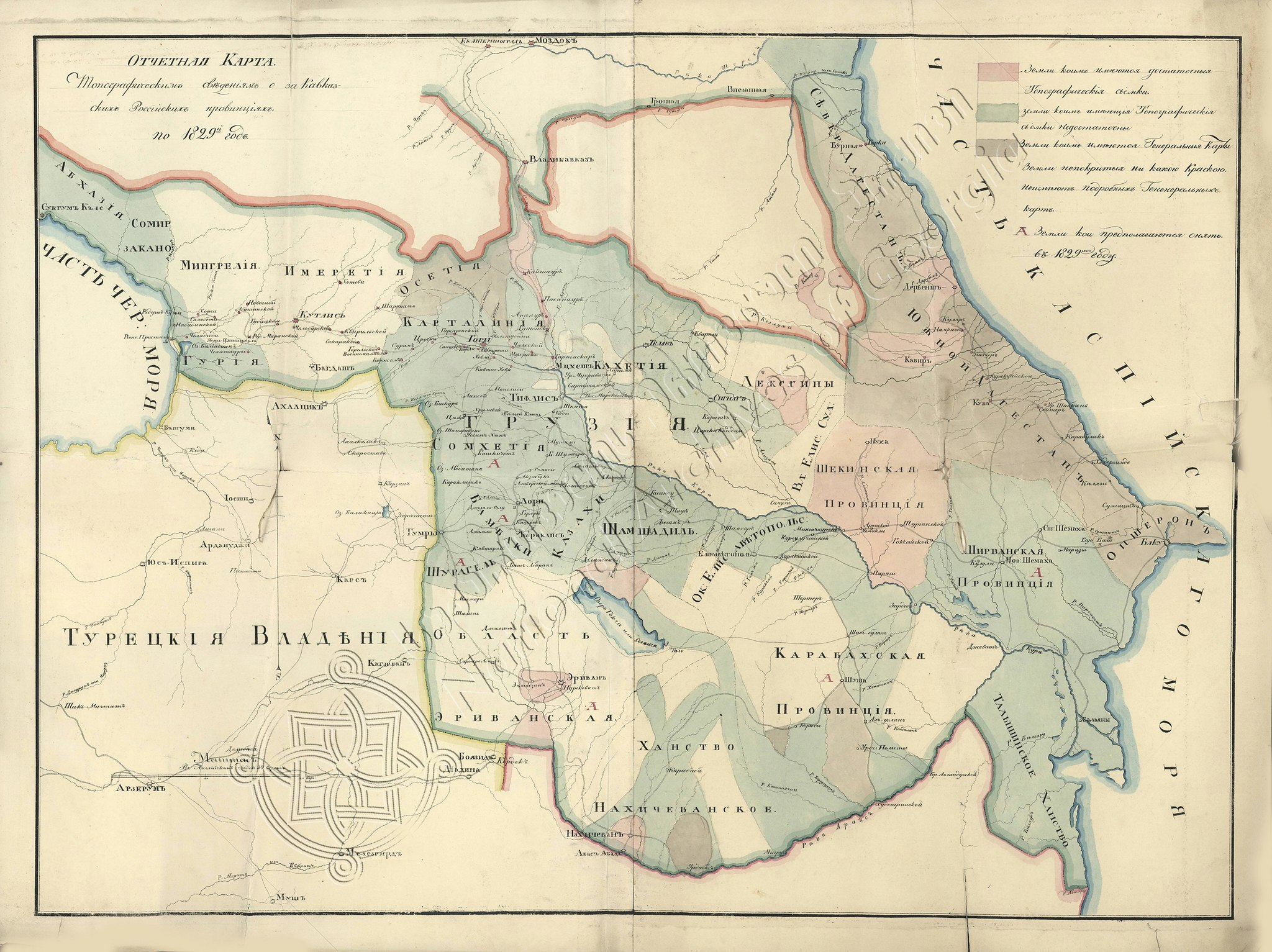
Талышское ханство на карте топографических сведений о Закавказских Российских провинциях в 1829 году

Предательство Мир Мустафа-ханом Каджарского Ирана породило сильное сопротивление в его семействе, среди влиятельных вождей в Талыше, и даже среди местного населения. Некоторые из них, имевшие прокаджарскую ориентацию, восстали против него, и Мир Мустафа-хан послал Мир Гасан-хана, одного из своих сыновей, для подавления восстания, в чём тот преуспел. Однако для Мир Мустафы-хана это стало ясным сигналом тому, что его власть более не находится в безопасности. По этой причине он предпринял ряд мер для защиты от возможного нападения кызылбашей и/или восстания его собственного населения: он послал свою семью, вместе с тремя тысячами своих людей и сторонников, на остров Сары, в то время как он сам, с другой частью своего войска, переместился в стратегически расположенную крепость Гале-йе Гамыш на Каспийском побережье. Он также попросил русских послать войска в Ленкорань, а Мустафу-хана Ширванского — прислать ему на помощь стрелков. Русские, нуждавшиеся в нём не менее, чем он в них, снабдили его и его войско оружием и боеприпасами, и были готовы вторгнуться на судах в случае нападения на него Каджаров. Такое нападение действительно произошло в сентябре 1809 года, когда, по приказу Аббаса Мирзы, двухтысячное каджарское войско под командованием Фараджуллы-хана Афшара Насагчибаши (командующего имперской гвардией) атаковало Ленкорань и разбило в ней талышско-русское войско, взяв многих из них в плен — многие из оставшихся либо были убиты, либо ранены, либо перешли на его сторону. Предав огню Ленкоранскую крепость, Фараджулла-хан двинулся на Гале-йе Гамыш (место, куда бежал Мир Мустафа-хан), осадив его. Мир Мустафа-хан запросил помощь у Александра Тормасова, нового главнокомандующего русскими войсками на Кавказе, но тот не прислал никаких подкреплений на выручку Мир Мустафе-хану из-за занятости его войск в других местах. Об этом стало известно Аббасу Мирзе, который, устав от неоднократного предательства Мир Мустафы-хана, решил покончить с ним, атаковав и по суше, и с моря. Узнав о подобном намерении, Амиргюне-бек ибн Тахмасиб-хан, кузен Мир Мустафы-хана, обычно действовавший в качестве посла последнего ко дворам шаха и царя, поспешно организовал встречу между Мир Мустафа-ханом и Мирзой Бозоргом, на которой Мир Мустафа-хан принёс извинения за свои предыдущие поступки и выразил свою верность Каджарам.
Аббас Мирза решил испытать верность Мир Мустафы-хана. Он повелел ему и его войску, а также ряду других военачальников с Южного Кавказа, атаковать русские войска в северном Талыше, что они успешно выполнили, полностью вытеснив русских из этой области. Однако русские, понимая значимость положения Мир Мустафы-хана и влияние на других военачальников в его области, решили принудить Мир Мустафу-хана вернуться на их сторону. По этой причине они воспользовались своим преимуществом на море и беспрерывно обстреливали Ленкорань с моря. В начале 1812 года русские усилили бомбардировку, что привело к таким тяжёлым потерям, что Мир Мустафа был вынужден сдаться. Однако это была не единственная причина изменения им взглядов: он был признан в качестве правителя Талыша и получил чин генерал-майора с пособием в 5000 рублей.
Каджарский Иран занимал важное положение в качестве буферного государства для британцев в Индии. По этой причине британцы поддерживали Каджанов в их войне против России и возражали против нахождения Мир Мустафы-хана под протекцией России. Глава одной из этих британских посольств в Иране, сэр Харфорд Джонс, даже требовал, чтобы Мир Мустафа-хан положил конец своим связям с Россией. Однако вторжение французов в Россию в июне 1812 года полностью изменило ситуацию. Россия внезапно превратилась в потенциального союзника британцев против Франции. По этой причине, интересам британцев соответствовало, чтобы Россия сосредоточила как можно больше своих войск против французов, и это означало, что войну на Кавказе следовало завершить как можно скорее.
Тем временем, на кавказском фронте, и шаху, и его регенту надоела постоянная смена сторон Мир Мустафа-ханом, и когда все попытки переманить его на свою сторону потерпели неудачу, они решили покончить с ним и его правлением в Ленкорани. В августе 1812 года комбинированное каджарское войско из нескольких направлений и областей атаковало Ленкорань и разбило силы Мир Мустафы-хана и помогавших ему русских. Мир Мустафа-хан сумел бежать в Гамышван.
В конце сентября 1812 года Ртищев Н. Ф. отправил к Аббас-мирзе для переговоров Ф. И. Ахвердова. Россия шла на некоторые уступки. Предлагалось сделать Талышское ханство независимым государством, то есть нейтральной территорией между двумя империями. Иранской стороной предлагалось сделать нечто подобное с Грузией. В конечном итоге стороны так и не пришли к каким-либо соглашениям.
Затем каджарское войско осадило это место. Мир Мустафа-хан обратился за помощью к генералу Николаю Ртищеву, главнокомандующему русскими силами на Кавказе, и тот послал на помощь Мир Мустафе-хану в северный Талыш генерала Петра Котляревского — ранее разбившего войска Аббаса Мирзы в Карабахской и Асландузской битвах — и войско в три тысячи человек, в сопровождении четырёх боевых кораблей и отряда моряков под командованием капитана 1 ранга Егора Веселаго по морю. Они прибыли 21 декабря 1812 года и осадили Ленкорань, где находился главный отряд каджарских войск. 1 января 1813 года, несмотря на упорное сопротивление, русские войска сумели нанести им поражение, убив всех из 2000 людей, находившихся в крепости и захватив в качестве трофеев много оружия, снаряжения и денег. В самом начале штурма Котляревский получил тяжёлое ранение в этом сражении и был привезён к Мир Мустафе-хану в Ленкорань, где тот организовал ему лечение и выразил большую благодарность за спасение от мести Каджаров и помощь в удержании им своего положения в качестве правителя. Поражение в Ленкорани с одной стороны, и требование британцев завершить войну на Кавказе — с другой, убедили Фатали-шаха согласиться подписать Гюлистанский мир, по которому каждая из сторон удерживала территории, находившиеся под её контролем. Бо̀льшая часть Талыша перешла к Россия. Иран оставил за собой такие места, как Каргара, Намин и Зувант. Однако Каджары не смирились утратой Закавказья и настойчиво требовал пересмотра границ. В первую очередь это касалось границы в Талыше, которая вообще была не определена в Гюлистанском договоре.
Несмотря на то, что Мир Мустафа-хан был признан в качестве правителя Ленкорани, теперь он находился под правлением русских, войска которых заняли обширные земли в области и чьи военачальники теперь являлись его новыми повелителями. Для Фатали-шаха окончание войны с Россией не означало окончания войны с Мир Мустафа-ханом. Поскольку шах не мог наказать его силой, он решил наказать хана иным способом. По итогам войны южная часть Талыша по-прежнему осталась в руках иранцев, и таким образом, с целью не допустить правления Мир Мустафы-хана над всей провинцией Талыш, Фатали-шах разделил южный Талыш между местными военачальниками. Он использовал их враждебность по отношению к Мир Мустафе-хану, пожаловал им земли и наследственные ханские титулы и побудил их стать независимыми от Мир Мустафы-хана.
В 1817 году в Иран было отправлено посольство во главе с Ермоловым, но переговоры с шахом, Аббас-Мирзой и их приближёнными по вопросу границ не принесли результата. В течение последующих лет Персия не оставляла попыток добиться от России возвращения ему Северного Талыша. Аббас-Мирза обосновывал эти претензии ст. 2 Гюлистанского договора, хотя там говорилось лишь о необходимости уточнения границ. Иранские власти предлагали России обменять Северный Талыш и ряд населённых пунктов в районе Памбак на Мегри и одноимённую область, но поскольку Талышское ханство было присоединено к России ещё до русско-персидской войны, то А. П. Ермолов считал этот вопрос не имеющим отношение к Гюлистанскому договору.

### Мир Гасан-хан

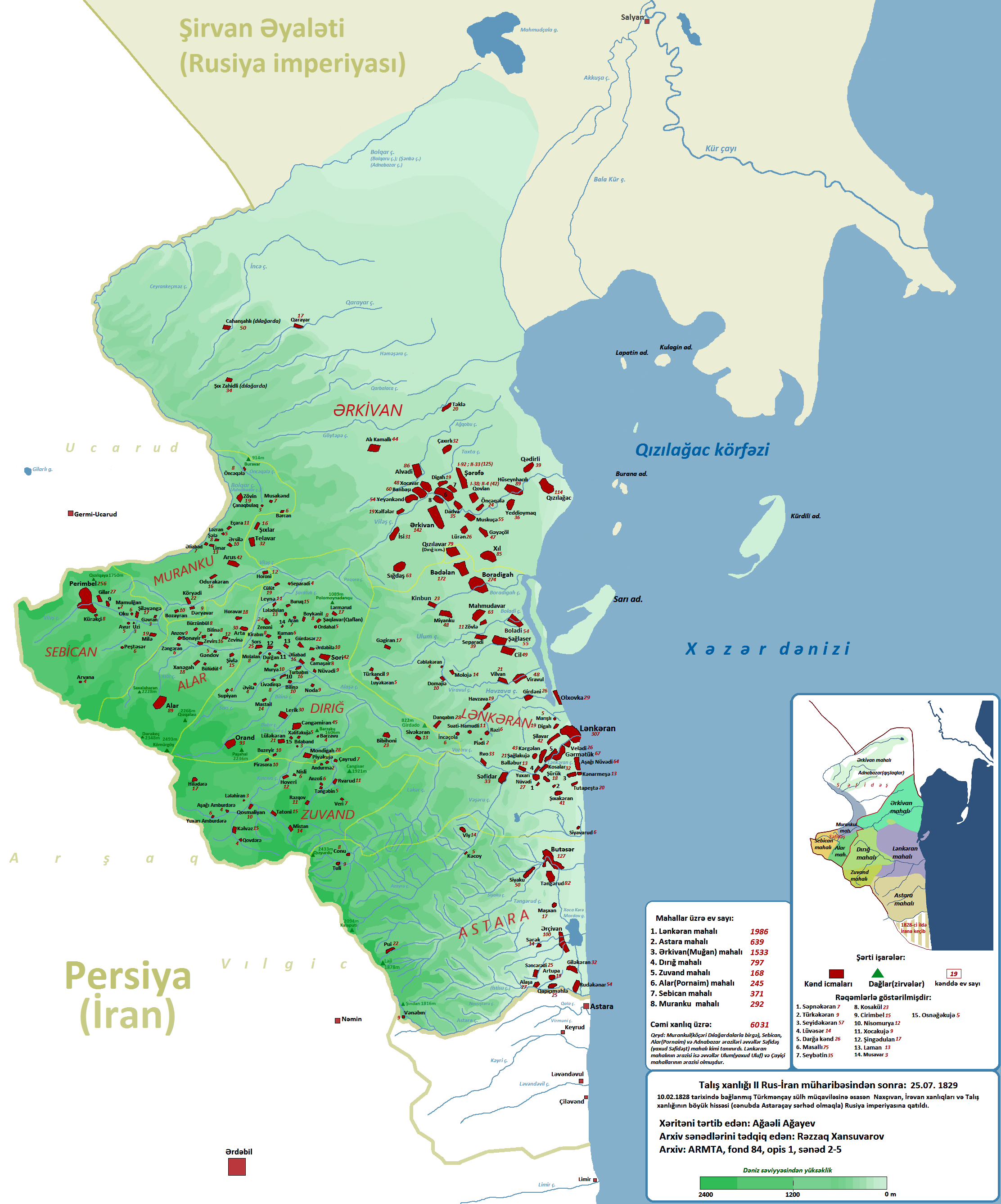
Талышское ханство, 1829 год. После подписания Туркменчайского мирного договора

У Мир Мустафы-хана было 14 детей: 10 сыновей и 4 дочери. В большинстве случаев его войска водил в бой его старший сын, Мир Гасан-хан. Поэтому для Мир Гасан-хана было естественным занятие им поста нового правителя Талыша после смерти его отца 26 июля 1814 года. Русские также одобрили это. Однако вскоре — и главным образом по подстрекательству своей матери — братья Мир Гасан-хана, в частности, Мир Хусейн-хан, Мир Аббас-хан и Мир Хидаят-хан, желавшие овладеть той же должностью, запротестовали, и началась ожесточённая борьба. Генерал Николай Ртищев, командующий русской армией на Кавказе, рассматривал эту борьбу как источник хаоса и беспорядков, и потому решил лишить русской поддержки Мир Гасан-хана, считавшегося самым сильным вожаком в северном Талыше. Такой сильный местный лидер не входил в планы русских по области. До тех пор, пока область не была под их полным контролем, русские нуждались в сильном вожаке из местных, и им был Мир Мустафа-хан, но после окончания войны и установления своего контроля над областью сильный лидер, такой как Мир Гасан-хан, входил в противоречие с их интересами. По этой причине они задействовали политику «разделяй и властвуй» для ослабления местных правителей. Генерал Ильинский, командующий русскими войсками в северном Талыше, умело использовал эту политику. Он сумел установить и усилить русский контроль над областью, подпитывая семейные склоки. При каждой возможности он настраивал семейство Мир Гасан-хана против него. Ильинский также сумел организовать и реализовать раздел принадлежавших раннее Мир Мустафе-хану земель между Мир Гасан-ханом и его братьями, при этом часть земель досталась ему самому и ряду высокопоставленных русских генералов. Более того, со смертью Фахрульнисы, жены Мир Мустафы-хана и матери Мир Гасан-хана 9 апреля 1825 года, Ильинский взял под личный контроль её имущество. Для него были законными любые методы для обеспечения русского контроля над областью и его личных выгод. Он убрал ряд местных вожаков и завладел имуществом населения, главным образом богачей, попросту убивая их и не оставляя следов от их тел, обычно он привязывал к их телам тяжести и топил их в Каспийском море.
Обращение русских с местным населением породило большое недовольство — положение, которым желал воспользоваться Аббас Мирза. Как командующий каджарскими войсками в войне против России, он ощущал ответственность за утрату земель и населения. Он хотел использовать это народное недовольство на контролируемых русскими территориях на Южном Кавказе для возврата утраченных земель. По этой причине он сумел получить разрешение Фатали-шаха для объявления джихада против русских со стороны улемов. Сам факт того, что христиане покорили территорию мусульман, уже был достаточной причиной для объявления джихада. После возобновления войны с Россией для Каджанов было важно обеспечить совместные действия с вождями Талыша, а именно, Мир Гасан-ханом. Последний получил от Фатали-шаха письмо с приглашением соединить свои силы с Каджарами. Он также хорошо знал о дурном обращении русских с местным населением северного Талыша, и что не сможет поддерживать своё автономное правление под властью русских. По этой причине он принял иранское приглашение. Узнав о воссоединении Мир Гасан-хана с иранцами, русские попытались, действуя совместно с его братьями-соперниками, схватить его. Гасан-хан был поставлен в известность об этом и сумел бежать с частью своей семьи, слуг и сторонников на контролируемую Каджарами территорию, прибыв в Ардебиль в середине апреля 1826 года.

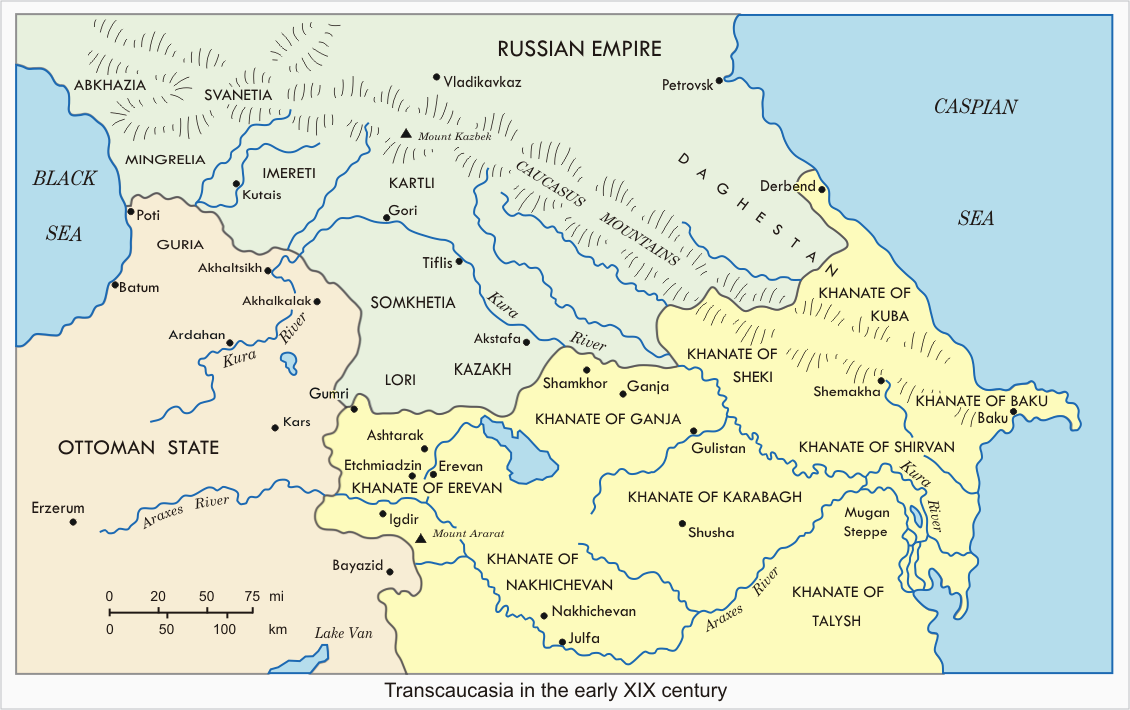
Карта Закавказья в XIX веке

В конце июля 1826 года русские войска пересекли границу и перешли на каджарскую территорию в северном Талыше, захватив провинциальный городок Гарми. Несколько дней спустя Аббас Мирза послал передовой отряд под командованием Мухаммед-хана Каджара Девели для отражения наступления русских в этом направлении. В начале августа, получив подкрепления, каджарских войска сумели вытеснить русские войска обратно к реке Адине-базар, к юго-западу от Ардебиля, захватив семь пушек и несколько десятков ружей и пленников. Другой отряд, под командованием Мир Гасан-хана, был послан Аббасом Мирзой против Ленкоранской крепости, удерживаемой русским отрядом при помощи некоторых местных талышей. Состоявший из многочисленных иррегулярных пехотных и регулярных пехотных полков и вооружённый тяжёлыми, средними и лёгкими пушками, иранский отряд осадил город. Атака началась 10 августа, и к 13 августа, после тяжёлых сражений, Каджары сумели овладеть крепостью, взяв в плен 600 человек и много боеприпасов в качестве трофеев. Мир Гасан-хану было пожаловано управление всем Талышом. Утрата Ленкорани не означала конец попыткам русских овладеть этим стратегическим городом. Потерпев поражение на суше, они решили реализовать своё превосходство на море. Поэтому они круглосуточно бомбардировали Ленкорань со своих военных судов в Каспийском море. Несмотря на то, что Мир Гасан-хан не обладал морскими силами для противостояния русским атакам, он всё же сумел разместить вдоль побережья тяжёлые пушки с большой дальностью стрельбы с целью заставить русские суда отойти далее в море на бо̀льшее расстояние от Ленкорани. Помимо этого, он возвёл фортификационные сооружения вокруг города и прибрежных крепостей, и, используя партизанский метод ведения боевых действий и умную тактику, его войска сумели взять в плен много русских солдат и завладеть большим количеством русских боеприпасов, добычи, оружия и даже небольшими судами и лодками, и полностью вытеснить русских из Талыша.
Русские потери и неудачи побудили царя Николая I назначить своего генерала-фаворита, Ивана Паскевича, сперва заместителем главнокомандующего, а затем и главнокомандующим на Кавказе. 11 сентября 1826 года, всего день спустя после своего прибытия в Тифлис, Паскевич повёл войско в 8000 человек при 24 пушках. На берегах реки Акстафа, примерно в 30 километрах от Гянджи, русские встретились с каджарским войском, оцениваемым в 60 000 человек при 26 пушках, но несмотря на подавляющее численное преимущество, иранское войско было разбито. На талышском фронте русские атаковали и с суши, и с моря. Они сумели завоевать часть северного Талыша и сосредоточить свои главные силы напротив Адине-базара, где располагался Мир Гасан-хан со своими главными силами и ставкой. Главное русское наступление, однако, имело место в конце апреля — начале мая 1827 года. Они одновременно атаковали Адине-базар, Гарми, Ленкорань и Астару и сумели повторно взять Ленкоранскую крепость, а часть войск вышла к реке Аракс Несмотря на то, что река Аракс казалась хорошей природной и пригодной к защите итоговой границе для русских, они продолжили наступать по направлению к Тебризу — столице провинции Азербайджан и резиденции Аббаса Мирзы — с целью нанести тяжёлый удар по иранцам и тем самым вынудить их закончить войну. К середине октября 1827 года Паскевич вошёл в Тебриз во главе 15 000 войска, столкнувшись с минимальным сопротивлением, поскольку деморализованное каджарское войско в 6000 человек бежало, спасая свои жизни. Он был готов вступить в переговоры с иранцами, но нежелание Фатали-шаха принять требования Паскевича привело к возобновлению боевых действий, и Паскевич прибавил к своим завоеваниям Урмию и Ардебиль. После этого Каджарам не оставалось ничего иного, как вступить в переговоры.
В начавшихся переговорах главным требованием Паскевича была передача северного Талыша, но Аббас Мирза противился передачи какой-либо части Талыша. Однако столкнувшись с ультиматумом о возобновлении боевых действий и угрозой потери новых территорий, ему не оставалось ничего иного, как уступить. По Туркманчайскому договору России были уступлены северный Талыш, а также провинции Эриван и Нахичеван. Узнав об этом, Мир Гасан-хан послал своего визиря Мирзу Худаверди для расспросов. Каджарский принц объяснил, что все его попытки удержать северный Талыш под своей властью оказались тщетными. По этой причине, а также потому, что он относится к Мир Гасан-хану как к своему сыну, он не будет зол на него, если тот предпочтёт поселиться у русских; но если это будет невозможно, то тогда тот должен поселиться в южном Талыше, и каджарское правительство передаст ему и его потомкам в управление земли Ардебиля, Карганруда, Асалема и Вилкиджа в качестве тиюля. Выяснив позицию иранцев, Мир Гасан-хан тут же собрал всех ханов, вожаков и старейшин Талыша с целью узнать их мнение. Вскоре они разделились на две группы, одна из которых хотела остаться в северном Талыше, и тем самым перейти под русский сюзеренитет, другая предпочитала покинуть область, и тем самым перейти под каджарский сюзеренитет). Что до самого Мир Гасан-хана, то он предпочитал остаться в северном Талыше, но не под русским, а каджарским контролем. Это представлялось невозможным, поскольку Каджары уже уступили эту область по договору, и все оставшиеся под его прямым контролем силы насчитывали не более тысячи человек. Несмотря на это, и на слабые шансы, он осадил Ленкорань, которая уже перешла под контроль русских. Русское правительство пожаловалось своим иранским коллегам, и те приказали Мир Гасан-хану снять осаду и уйти в южный Талыш, довольствовавшись тем, что ему предложило каджарское правительство.
Мир Гасан-хан решил отступить в южный Талыш, но между двумя частями Талыша часто вспыхивали стычки — между Мир Гасан-ханом на юге и главным образом его братом, Мир Аббас-беком, которому русские пожаловали управление над северным Талышом. Русские вновь пожаловались, требуя, чтобы каджарское правительство убрало Мир Гасан-хана подальше от границы. Он и в самом деле был удалён в Ардебиль, и в признание его местечкового патриотизма Аббас Мирза выдал свою дочь за Мир Кязым-хана, сына Мир Гасан-хана. Однако русские сочли это недостаточным и потребовали, чтобы Мир Гасан-хана перевели ещё дальше, в окрестности Решта. Каджарские власти приказали Мир Гасан-хану переехать туда, но когда он отказался, Аббас Мирза приказал, чтобы ряд членов семейства Мир Гасан-хана содержали в Ардебиле в качестве залога его хорошего поведения и повиновения. После этого отношения между каджарским принцем и талышским ханом приняли очень напряжённый характер.
Мир Гасан-хан оставался сохранял относительное спокойствие, выжидая возможности восстать против русских с целью повторного занятия северного Талыша. Ему не пришлось долго ждать, поскольку возможность появилась сама собой, когда Александр Грибоедов, русский посол ко двору Фатали-шаха, а также ряд членов посольства, были убиты разъяренной толпой в Тегеране 11 февраля 1829 года. Резня ещё более ухудшила и без того напряжённые отношения между Каджарами и Россией. Мир Гасан-хан вступил в контакт со своими братьями, Мир Аббасом и Мир Исмаил-беком, веря в то, что если они объединят силы, то они смогут повторно завладеть Ленкоранью и северным Талышом. Но его братья предали его и передали его в руки русского командующего в Ленкорани. Деятельность Мир Гасан-хана, являвшегося официальным иранским должностным лицом на российской территории, к тому же во время напряжённых после убийства Грибоедова отношений, была крайне опасной. Поэтому Аббас Мирза извинился перед русскими властями за поведение Мир Гасан-хана и попросил об его экстрадиции. Это было сделано, и Мир Гасан хан был привезён в Тебриз, где содержался под наблюдением. Однако немного спустя он сумел бежать, скрываясь в местных лесах. В конечном итоге, в начале апреля 1831 года он был схвачен в Мазендаране и привезён в Тегеран, где скончался в том же году от водянки. После смерти Мир Гасан-хана его дети перешли под покровительство Аббаса Мирзы, а Мир Кязым-хан стал губернатором Вилкиджа, Астары, Аджаруда и Намина. Правление его и его потомков над этими территориями продлилось столетие, подойдя к концу с падением Каджаров и становлением современного национального государства под правлением Пехлеви.
После вхождения в состав Российской империи Талыш продолжал официально именоваться ханством (при этом все остальные ханства были упразднены), но в 1826—1840 гг. управлялся «временным правлением (диваном) Талышского ханства» из двух местных беков под председательством русского генерала.

## Административное деление
До вхождения северной части Талышского ханства в состав Российской империи Фирудин Асадов указывает, что Талышское ханство делилось на 11 магалов: Асалем, Корганруд, Вильгидж, Астара, Чайичы Ленкорань, Зуванд, Улуф, Дерег, Даштиванд, Муган, Уджаруд. Но в период правления Мир Мустафы-хана Талышинского территории некоторых магалов были пересмотрены, а некоторые были объединены.
Позже Талышское ханство в составе Российской империи, согласно статистического описания Закавказского края от 1835 года, делилось на северную и южную части. Северная часть — это Муганская степь, а южная часть делилась на 8 магалов: 1) Аркеванский 2) Ленкоранский 3) Астаринский 4) Зувантский 5) Дрыхский 6) Оларский 7) Себедажский 8) Муранкунский.
В административном отношении Талышское ханство было разделено на шесть магалов: Аркеванский, Даринский, Аларский, Маринкулский, Зувандский, Сепидажский. Большую часть ханства населяли исключительно одни мусульмане-шииты.

## Население

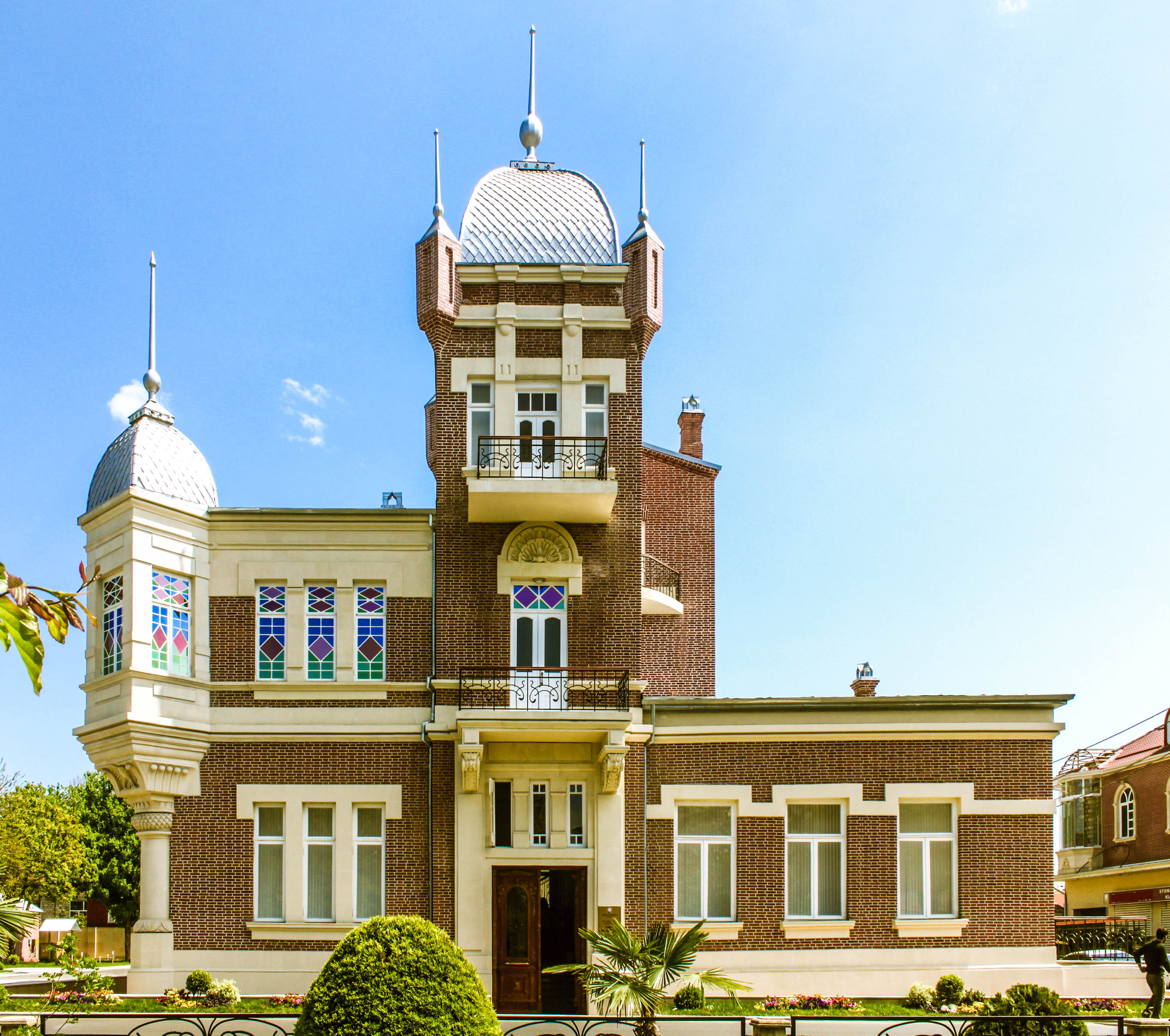
Ханский дворец (Дом Мирахмедхана)

В сефевидскую эпоху население Талыша представляло собой смесь тюрков и талышей.
Согласно доктору медицины Павлу Заблоцкому, непосредственно находившегося в Талышском ханстве в 1836 году, этнический состав населения Талышского ханства был представлен, в основном, коренным населением то есть талышами.
Востоковед Березин И. Н. также указывает, что население Талыша состоит, кроме немногих татар из особенного племени талышинцев, говорящих на отдельном языке. Советская историческая энциклопедия также указывает, что основное население ханства составляют талыши.
По сообщению военного историка Н. Ф. Дубровина в Талышском ханстве, как и в других ханствах, преобладающим населением являлись азербайджанцы («татары» по тогдашней терминологии), которые занимали безлесные равнины Ленкоранского уезда (состоял из Себидажского, Ленкоранского и Аркеванского участков), в то время как талыши были представлены в астаринском и зувандском магалах, а также в юго-восточной половине Себидажского участка.
В историческом очерке по Закавказью отмечается, что население Талышинского ханства с городом Ленкорань состояло приблизительно из 40 тыс. жителей, подавляющее большинство из которых составляли талыши.
Согласно БСЭ ханство являлось феодальным государством талышей в Азербайджане.
Во время своего путешествия магистр Диттель Виллиам Францевич (1816—1848) побывав в столице Талышского ханства Ленкорани сообщает сведения о талышском языке, как о более самостоятельном, нежели язык татов и состоящий из самобытных элементов, оригинальном. Диттель составил довольно значительное собрание слов и правил талышского языка, записал 3-4 песни от талышей. В Справочном энциклопедическом словаре 1848 года Талышское ханство названо родиной талышского языка.

## Экономика
Основа экономики — земледелие и скотоводство, шелководство. Талышское ханство экспортировало в Бакинское ханство муку, медь, масло, сыр и пр., взамен через Ленкоранский порт поступали нефть и соль. В Талышском ханстве разводили местную породу горбатой коровы (зебу), с успехом взращивали и продавали хлопчатую бумагу. Главнейшим производством Закавказья был шёлк, весьма выгодный и полезный. Производством шёлка, обработкой и тканием шёлковых материй занимались и в Талышском ханстве в виду хорошего климата и качественной земли на которой удобно было разводить тутовые (шелковичные) сады.

## Талышские ханы
- Сеид-Аббас Ардебильский (1736—1747)
- Сеид-Джамаледдин-хан (Гара-хан) (1747—1786)
- Мир Мустафа-хан (1786—1814)
- Мир Гасан-хан (1814—1826)
- 1840 год — ханство упразднено